# 橘川琢
橘川 琢（きつかわ みがく、1974年11月26日 - ）は東京都杉並区生まれの作曲家・雑誌編集者。

## 経歴
1974年、東京都杉並区生まれ。18歳まで愛知県小牧市で育つ。
幼少の頃からピアノや伝統的なクラシック音楽に親しみ、 歌曲や唱歌、そして自身を取り巻く民謡などを通じ歌や美旋律を浴びるようにして育つ。13歳で後期ロマン派、とりわけグスタフ・マーラーの作品から音楽に目覚め、後にはレスピーギやホルスト等、数々の交響曲、オーケストラ曲に傾倒。さらに17歳から自ら作曲を始め、20代より現代音楽にも視野を広げる。
1995年文学・哲学を学ぶため東海大学文学部文明学科西ヨーロッパ専攻へ入学。在学中の1997年に哲学や思想史、そして音楽史の舞台を確認するかのようにヨーロッパを無計画に放浪する旅を行う。そこで生涯をかけたクラシック音楽作曲への情熱が決定的となり、その後作曲を三木稔、助川敏弥、鈴木一真、堀井友徳に師事。和声、対位法、管弦楽法、オーケストレーション、邦楽器による作曲を学ぶ。さらに江原音楽療法専門学校（後の東京音楽療法専門学校）に入学し音楽療法を修め、文部科学省音楽療法専門士となる。
作曲家として作曲を続けていたが作品演奏の機会を得られず不遇の時期は約10年に及び、はじめて作品が演奏されたのは2004年。「邦楽管絃合奏曲第一番《幽明》」が作品1（Op.1）となる。続いて2005年に、演奏会用劇中音楽「スミレの花の音楽（Op.8）を含む「邦楽器による伝説舞台《羽衣》」（邦楽創造集団Aura-j）が、2005年度に第60回記念文化庁芸術祭参加。同作品はその後、2006年度・2008年度文化庁「本物の舞台芸術体験事業」に採択される。 2008年、箏独奏曲《志翔》（Op.23）が、第2回牧野由多可賞作曲コンクールおいて最終選考にノミネートされる。
現在、クラシック音楽・現代邦楽作曲家として、音楽原体験である旋律美を中心に据えた純音楽を作曲。舞台芸術や映像芸術、花道、舞踏とのコラボレーションや、演劇・芝居音楽作曲も積極的に行っている。詩の朗読や花道を伴う作品も多い。
月刊音楽の世界、連載《明日の歌を》～楽友邂逅点～等を執筆。季刊音楽の世界、連載《花鏡響想録》等を執筆中。

## 作品傾向
「新感覚抒情派（『音楽現代』誌）」と評される抒情豊かな旋律と、日本旋法から派生した色彩感ある和声・音響をもとにした現代クラシック音楽、現代邦楽作品を作曲。旋律美を特に志向、作風・作曲技法は師の助川敏弥と同じく古典・現代の境界を問わない折衷様式をとる。このような音楽的志向・音楽哲学をもとにした作風で、ピアノを中心とした《トッカータ》集、抒情組曲《日本の小径》集、室内楽を中心とした《都市の肖像》集、大編成オーケストラを志向した作品、現代邦楽作品、橘川が「詩歌曲」と名づけた詩唱・歌・器楽と花道などの共演作品が生まれている。
コラボレーションでは詩唱・木部与巴仁、花道・上野雄次、ガラス造形・扇田克也、舞踏・大野慶人の各氏ほかと共作・共演、映像芸術・舞台を含めた美の可能性と音楽の界面（かいめん）の多様性を追究している。
橘川は個展を通じて創作時期に合わせた自己の創造総括を行っており、これまで以下の通り開催されている。
- 2007年全曲ピアノ曲個展。
- 2008年名古屋フィルハーモニー交響楽団主催作品個展
- 2009年作品個展「花の嵐」
- 2010年作品個展「夏の國」
- 2011年作品個展「うつろい」

## 作品
主な作品
【ピアノ曲】
- トッカータ第1番《沈黙のシルエット　～ジョルジュ・リゲティの追憶に～》Op.8
- トッカータ第2番《四つのオブジェクション》Op.11
- トッカータ第3番《Monochrome Dance》Op.15
- トッカータ第4番《Elegant Letter》op.46
- ピアノ独奏曲《Eternal》Op.5
- 抒情組曲《日本の小径》第1集「夏風の刻（とき）」Op.12
- ピアノ組曲《Biotope》第1集　Op.14

【室内楽曲】
- 組曲「都市の肖像」第1集《ロマンス》〜ヴァイオリンとピアノによる〜　Op.21
- 組曲「都市の肖像」第2集《摩天楼組曲》〜ヴィオラとピアノによる〜　Op.27
- 組曲「都市の肖像」第6集《摩天楼組曲Ⅱ》〜二台ピアノによる〜　Op.58
- 組曲「都市の肖像」第7集《Metropolitan silhouette》〜金管五重奏による〜　Op.60

【詩曲／詩歌曲】
- 詩曲「冷たいくちづけ」Op.19
- 詩曲「花舞」Op.59
- 詩歌曲「時の岬・雨のぬくもり」Op.16
- 連作詩歌曲《花の記憶》第一章「花の記憶」Op.31
- 連作詩歌曲《花の記憶》第二章「死の花」Op.40
- 連作詩歌曲《花の記憶》最終章「祝いの花」op.53
- 詩歌曲「夏の國」Op.45

【現代邦楽】
- 邦楽管絃合奏曲第一番《幽明》Op.1
- 尺八・新箏二重奏曲《花雅嵐（かがらん）》Op.3
- 邦楽器による伝説舞台「羽衣」劇中音楽《スミレの花の音楽》Op.8
- 箏独奏曲《志翔》Op.23
- 尺八ピアノ二重奏曲《春秋花様》Op.46

等がある。

## 所属団体
2006年日本音楽舞踊会議入会。2008年より同会理事。月刊音楽の世界編集スタッフを経て2011年より副編集長、現在季刊音楽の世界編集長。
その他
- 邦楽創造集団Aura-J（2004年）プロデューサー・作曲家
- 詩と音楽を歌い、奏でる『トロッタの会』（2007年）作曲家
- 作曲家グループ「邦楽2010」（2010年）
- 現代音楽作曲家グループ「蒼」（2014年）

等に参加。